# Syndromale X-chromosomale mentale Retardierung
Die Syndromale X-chromosomale mentale Retardierung (S-XLMR oder MRXS) gehört zu der X-chromosomalen mentalen Retardierung und umfasst im Gegensatz zu den Nicht-syndromalen Formen (MRX) die seltenere Gruppe der Erkrankungen von X-chromosomal vererbten Syndromen mit zusätzlichen Auffälligkeiten.
Laut Datenbank Orphanet gehören zu dieser Gruppe:
- Aldred-Syndrom, Synonym: Geistige Retardierung, X-chromosomale - Retinitis pigmentosa; Retinitis pigmentosa und Intelligenzminderung bei del(X)(p11.3); Retinitis pigmentosa und Intelligenzminderung durch Mikrodeletion Xp11.3 ; Retinitis pigmentosa und Intelligenzminderung durch Monosomie Xp11.3
- Allan-Herndon-Dudley-Syndrom, Synonym: Geistige Retardierung, X-chromosomale - Muskelhypotonie
- Arena-Syndrom, Synonym: Geistige Retardierung, X-chromosomale - spastische Paraplegie mit Eisenablagerung; X-chromosomale Intelligenzminderung-spastische Paraplegie mit Eisenablagerung-Syndrom, veraltete Bezeichnung für Pelizaeus-Merzbacher-Krankheit
- Christianson-Syndrom, Synonyme: Geistige Retardierung, X-chromosomale - kraniofaziale Dysmorphien - Epilepsie - Ophthalmoplegie - zerebelläre Atrophie; Geistige Retardierung, X-chromosomale, südafrikanischer Typ; Angelman-like Syndrome, X-Linked
- Geistige Retardierung - Epilepsie, X-chromosomaler dominanter Typ,[2] veraltete Bezeichnung, jetzt unter  X-chromosomale Intelligenzminderung-Epilepsie-Syndrom zusammengefasst.[3]
- Geistige Retardierung, X-chromosomale - Corpus callosum-Agenesie - spastische Tetraparese[4]
- Geistige Retardierung, X-chromosomale - Cubitus valgus - charakteristische Gesichtszüge[5]
- Geistige Retardierung, X-chromosomale - Hypogammaglobulinämie - progressive neurologische Ausfälle[6]
- Geistige Retardierung, X-chromosomale - Hypotonie - faziale Dysmorphien - aggressives Verhalten[7]
- Geistige Retardierung, X-chromosomale - spastische Quadriparese, Synonym: Mental Retardation with Spastic Paraplegia[8][9]
- Geistige Retardierung, X-chromosomale, syndromale Typ 7, Synonym: Geistige Retardierung, X-chromosomale, Typ Ahmad, Mutationen an p11.3-q22[10][11]
- Geistige Retardierung, X-chromosomale, syndromale, Typ Claes-Jensen, Mutationen im KDM5C-Gen an p11.22[12][13]
- Geistige Retardierung, X-chromosomale - vorzeitige Pubertät - Adipositas[14]
- Geistige Retardierung, X-chromosomale mit isoliertem achstumshormonmangel[15]
- Hyde-Forster-McCarthy-Berry-Syndrom, Synonym: Geistige Retardierung, X-chromosomale - Plagiozephalie
- Johnson-Syndrom, Synonym: Geistige Retardierung, X-chromosomale - Macrozephalie - Makroorchidie
- Juberg-Marsidi-Syndrom, Synonym: Mental retardation-hypotonic facies syndrome, X-linked; MRXHF1
- Kreatin-Transporter-Defekt, Synonym: Geistige Retardierung, X-chromosomale - Krämpfe - Kleinwuchs – Mittelgesichtshypoplasie; SLC6A8-Mangel
- Lindsay-Burn-Syndrom, Synonym: PPM-X; Geistige Retardierung, X-chromosomale - Psychose - Makroorchidie
- Lujan-Fryns-Syndrom, Synonym: X-chromosomale Intelligenzminderung mit marfanoidem Habitus; Geistige Retardierung, X-chromosomale - marfanoider Habitus
- Martin-Probst-Syndrom, Synonym: X-chromosomalen Schwerhörigkeit - geistige Retardierung; Syndrom der X-chromosomalen Schwerhörigkeit mit Intelligenzminderung
- MEHMO-Syndrom, Synonym: Geistige Retardierung, X-chromosomale - epileptische Krampfanfälle - Hypogenitalismus - Microzephalie - Adipositas
- Mikroduplikationssyndrom Xq27.3-q28, vormals Vasquez-Hurst-Sotos-Syndrom, Synonym: Hypogonadismus, X-chromosomaler - Gynäkomastie - geistige Retardierung[16]
- Monoaminoxidase-A-Mangel, veraltete Bezeichnung: Geistige Retardierung, X-chromosomale - Anomalien des MAOA-Metabolismus
- OPHN1-Syndrom, Synonym:  Geistige Retardierung, X-chromosomale - zerebelläre Hypoplasie, Mutationen im OPHN1-Gen an Genort q12[17]
- Partington-Syndrom, Synonym: Geistige Retardierung, X-chromosomale - Dystonie - Dysarthrie
- Pettigrew-Syndrom, Synonyme: PGS; Geistige Retardierung, X-chromosomale - Dandy-Walker-Malformation – Basalganglienkrankheit; X-chromosomale Intelligenzminderung-Dandy-Walker-Malformation-Basalganglienkrankheit-Krämpfe-Syndrom
- Prieto-Syndrom, Synonym: Geistige Retardierung, X-chromosomale - Dysmorphie - zerebrale Atrophie
- Renpenning-Syndrom, Synonym: Geistige Retardierung, X-chromosomale, Typ Renpenning
- Stoll-Géraudel-Chauvin-Syndrom, Synonym:  Geistige Retardierung, X-chromosomale - Kleinwuchs - Hypertelorismus
- Tranebjærg-Svejgaard-Syndrom, Synonym:  Geistige Retardierung, X-chromosomale - Krämpfe - Psoriasis
- Trisomie Xq28, vormals: Intelligenzminderung, X-chromosomale, Typ Lubs; Lubs-Arena-Syndrom; X-chromosomale Intelligenzminderung-Hypotonie-rekurrente Infektionen-Syndrom; MECP2-Duplikations-Syndrom
- Wilson-Turner-Syndrom, Synonym: Geistige Retardierung, X-chromosomale - Gynäkomastie – Adipositas; WTS; X-chromosomale Intelligenzminderung-Gynäkomastie-Adipositas-Syndrom
- X-chromosomale Intelligenzminderung - kranio-fazio-skelettales Syndrom, Synonym: Geistige Retardierung, X-chromosomale - kranio-fazio-skelettales Syndrom[18]
- X-chromosomale Intelligenzminderung-Akromegalie-Hyperaktivität-Syndrom, Synonym: Geistige Retardierung, X-chromosomale - Akromegalie - Hyperaktivität[19]
- X-chromosomale Intelligenzminderung-Hypotonie-Bewegungsstörungen-Syndrom, Synonym: X-chromosomale geistige Retardierung-Hypotonie-Bewegungsstörungen-Syndrom[20]
- X-chromosomale Intelligenzminderung-Kardiomegalie-kongestive Herzinsuffizienz-Syndrom, Synonyme: X-chromosomale geistige Retardierung - Kardiomegalie - kongestive Herzinsuffizienz; Mental retardation, X-linked, syndromic 32, Mutationen imCLIC2-Gen an q28[21][22]
- X-chromosomale Intelligenzminderung-Kleinwuchs-Übergewicht-Syndrom, Synonyme: X-chromosomale geistige Retardierung-Kleinwuchs-Übergewicht-Syndrom; Mental retardation, X-linked 12; MRX12; Mental retardation, X-linked 35; MRX35, Mutationen im THOC2-Gen an q25[23][24]
- X-chromosomale Intelligenzminderung-globale Entwicklungsverzögerung-Gesichtsdysmorphie-sakraler kaudaler Überrest, Synonym: X-chromosomale geistige Retardierung - globale Entwicklungsverzögerung - Gesichtsdysmorphien- sakraler kaudaler Überbleibsel[25]
- X-chromosomale Intelligenzminderung-zerebelläre Hypoplasie-Spondyloepiphysäre Dysplasie-Syndrom, Synonym: X-chromosomale geistige Retardierung-zerebelläre Hypoplasie-Spondyloepiphysäre Dysplasie-Syndrom[26]
- X-chromosomale kolobomatöse Mikropthalmie-Mikrozephalie-Intelligenzminderung-Kleinwuchs-Syndrom, Synonym: X-chromosomale kolobomatöse Mikropthalmie-Mikrozephalie-geistige Retardierung-Kleinwuchs-Syndrom[27]
- Young-Hughes-Syndrom, Synonym: X-chromosomale Intelligenzminderung-Hypogonadismus-Ichthyose-Adipositas-Kleinwuchs-Syndrom